# Пономарёв, Виктор Александрович (художник)
Ви́ктор Алекса́ндрович Пономарёв (род. 2 января 1940, с. Елань, Бичурский район, Бурят-Монгольская АССР, РСФСР, СССР) — советский и российский артист оперетты, оперный певец (баритон), художник, фотограф, поэт.

## Биография
Виктор Пономарёв родился 2 января 1940 года в селе Елань в Бурятии в семье учителя сельской школы.
Отец — Александр Ильич Пономарёв (1917—1982), учитель, участник Великой Отечественной войны, участник Сталинградской битвы, лётчик-пилот. Награждён боевыми медалями и Орденом Красного Знамени. Мать — Анисья Фадеевна Кондратьева (в девичестве — Новокрещенных, 1909—1965), занималась поденной работой, воспитанием детей.
С трёх лет занимался рисованием, затем — живописью. В годы войны, после переезда в город Кяхта, работал на местной обувной фабрике, помогал старшему брату. Когда Виктор Пономарёв был подростком, его мать, Анисья Фадеевна продавала картины юного художника для того, чтобы прокормить семью. В 1947 году пошёл в первый класс местной школы. В 1954 году, по окончании школы, поступил в Улан-Удэнское железнодорожное училище. Во время учебы в училище, работал электриком вагонного хозяйства на паровозно-вагонном заводе.
В 1957 году по приглашению поступает в Улан-Удэнское музыкальное училище при оперном театре. С того же года был хористом в Театре опера и балета в Улан-Удэ. С гастролями впервые выступил на исторической сцене Большого театра в 1958 году, запевая хор в композициях «Вечерний звон» и «Матросы Байкала». Не закончив музыкальное училище, в 1962 году уехал в Иркутск для поступления в художественное училище, однако не поступил из-за отсутствия мест. Оставшись в городе, Виктор Пономарёв стал солистом Иркутского театра музкомедии. В Иркутске женился на ведущей балерине, и по приглашению семья переехала в Челябинск, где выступала на сцене Челябинского музыкально-драматического театра. В 1967 году стал лауреатом Всесоюзной художественной выставки.
В 1968 году семью приглашают для работы в Кемеровский театр оперетты. В кемеровском театре был ведущим солистом-вокалистом в амплуа героя и простака. Среди ролей Виктора Пономарёва  — Яшка-артиллерист из оперетты «Свадьба в Малиновке», Мистер Икс и Барон в оперетте «Принцесса цирка», Бони в «Сильве», Франка в «Летучей мыши», граф Данила в «Весёлой вдове». С гастролями выступал в Москве, Ленинграде, Киеве, Свердловске, Самарканде, Новосибирске, Владивостоке и многих других городах СССР. Получал предложения для работы в московском театре оперетты, однако отказался. В общей сложности, Виктор Пономарёв отслужил на сцене театров 32 года.
В 1990 году ушёл из театра, решив заняться живописью и фотографией. 9 апреля 1990 года возглавил фотолабораторию Кемеровской железной дороги по приглашению начальника дороги Амана Тулеева. Некоторое время писал работы в Страсбурге, находясь в поездке вместе со своим другом, певцом Олегом Митяевым. За время своей творческой деятельности в живописи и фотографии, занимался составлением фотоальбомов, был фотокорреспондентом газеты «Гудок», выставки работ проходили в Кемерово, Москве, городах Франции, Бельгии и Германии. В частных коллекциях работы художника находятся во многих странах мира. Написал более 4 тысяч картин и сделал более 40 тысяч фотоснимков.

## Семья
Супруга — Светлана Георгиевна Пономарёва (в девичестве — Скиданова, род. 16 сентября 1942), советская балерина и педагог, ведущая балерина в ряде театров СССР во время работы в них. В браке родились дочь Анна (род. 1970) и сын Александр (род. 1977).

## Награды
- Медаль «За веру и добро» (2014)
- Юбилейная медаль «300-летие образования Кузбасса» (2021)
- Юбилейная медаль «75 лет Кемеровской области» (2017)
- Юбилейная медаль «70 лет Кемеровской области» (2013)
- Серебряная медаль Российской Академии Художеств (2020)

## Театральные работы
- Граф Данила — Ф. Легар «Весёлая вдова»
- Гриц — А. Рябов «Сорочинская ярмарка»
- Бони — И. Кальман «Сильва»
- Дулитл — Ф. Лоу «Моя прекрасная леди»
- Яшка-артиллерист — Б. Александров «Свадьба в Малиновке»
- Андрей Туманский — Н. Стрельников «Холопка»
- Константин Куприянов — И. Дунаевский «Белая акация»
- Матрос Тимур — В. Баснер «Полярная звезда»
- Пристав — В. Долидзе «Кето и Котэ»
- Матрос — О. Сандлера «На рассвете»
- Шванди — В. Ильин «Товарищ Любовь»
- Флоридор — Ф. Эрве «Мадемуазель Нитуш»
- Бонди — И. Кальман «Герцогиня из Чикаго»